# Позняк-Кочйигит, Ксения
Ксения Позняк-Кочйигит (в девичестве — Коваленко, род. 21 ноября 1986, Берёза, Белорусская ССР) — азербайджанская волейболистка, игрок сборной Азербайджана. Выступает на позиции центральной блокирующей.

## Биография
В июне 2014 года перенесла операцию на ноге в турецкой клинике Аджыбадем в Стамбуле, выбыв тем самым из строя на несколько месяцев.
С 2017 года являлась капитаном команды «Ленинградка».

## Клубная карьера
| Сезон     | Клуб                 | Страна      |
| --------- | -------------------- | ----------- |
| 2003—2009 | «Азеррейл» Баку      | Азербайджан |
| 2009—2011 | «Локомотив»          | Азербайджан |
| 2011—2012 | «Парме Воллей Герлз» | Италия      |
| 2013      | «Азеррейл» Баку      | Азербайджан |
| 2013—2015 | «Азерйол» Баку       | Азербайджан |
| 2015—2016 | «Азеррейл» Баку      | Азербайджан |
| 2017      | «Бешикташ»           | Турция      |
| 2017—2018 | «Ленинградка»        | Россия      |

## Сборная Азербайджана
С 2002 года защищает цвета сборной Азербайджана. Была вновь включена в состав основной сборной страны в августе 2014 года. В составе сборной Азербайджана принимала участие на чемпионате мира 2014 года, проходившим в Италии.

## Турниры
| №    | Турнир                                                                   |
| ---- | ------------------------------------------------------------------------ |
| 2004 | Летние Олимпийские игры, Европейская квалификация                        |
| 2005 | Чемпионат Европы по волейболу среди женщин 2005                          |
| 2006 | Мировой Гран-при по волейболу, Европейская квалификация                  |
| 2007 | Чемпионат Европы по волейболу среди женщин 2007                          |
| 2007 | Мировой Гран-при по волейболу, Европейская квалификация                  |
| 2008 | Мировой Гран-при по волейболу, Европейская квалификация                  |
| 2008 | Летние Олимпийские игры, Европейская квалификация                        |
| 2009 | Чемпионат Европы по волейболу среди женщин 2009                          |
| 2011 | Чемпионат Европы по волейболу среди женщин 2011                          |
| 2012 | Летние Олимпийские игры, Европейская квалификация                        |
| 2013 | Чемпионат Европы по волейболу среди женщин 2013                          |
| 2014 | Чемпионат мира по волейболу среди женщин 2014 — Европейская квалификация |
| 2014 | Женская волейбольная Евролига 2014                                       |
| 2015 | Чемпионат Европы по волейболу среди женщин 2015                          |

## Достижения

### Чемпионат
- 2003/2004 — золотой призёр Супер-Лиги Азербайджана в составе «Азеррейл» Баку.
- 2004/2005 — золотой призёр Супер-Лиги Азербайджана в составе «Азеррейл» Баку.
- 2005/2006 — золотой призёр Супер-Лиги Азербайджана в составе «Азеррейл» Баку.
- 2006/2007 — золотой призёр Супер-Лиги Азербайджана в составе «Азеррейл» Баку.
- 2007/2008 — золотой призёр Супер-Лиги Азербайджана в составе «Азеррейл» Баку.
- 2010/2011 — серебряный призёр Супер-Лиги Азербайджана в составе «Локомотив» Баку.
- 2013/2014 — серебряный призёр Супер-Лиги Азербайджана в составе «Азерйол» Баку.

### Другие
- 2009 — «Лучшая блокирующая» чемпионата Азербайджана.
- 2010 — «Лучшая блокирующая» Кубка Азербайджана.
- 2010 — «Лучшая блокирующая» чемпионата Азербайджана.